# Calle Centenario

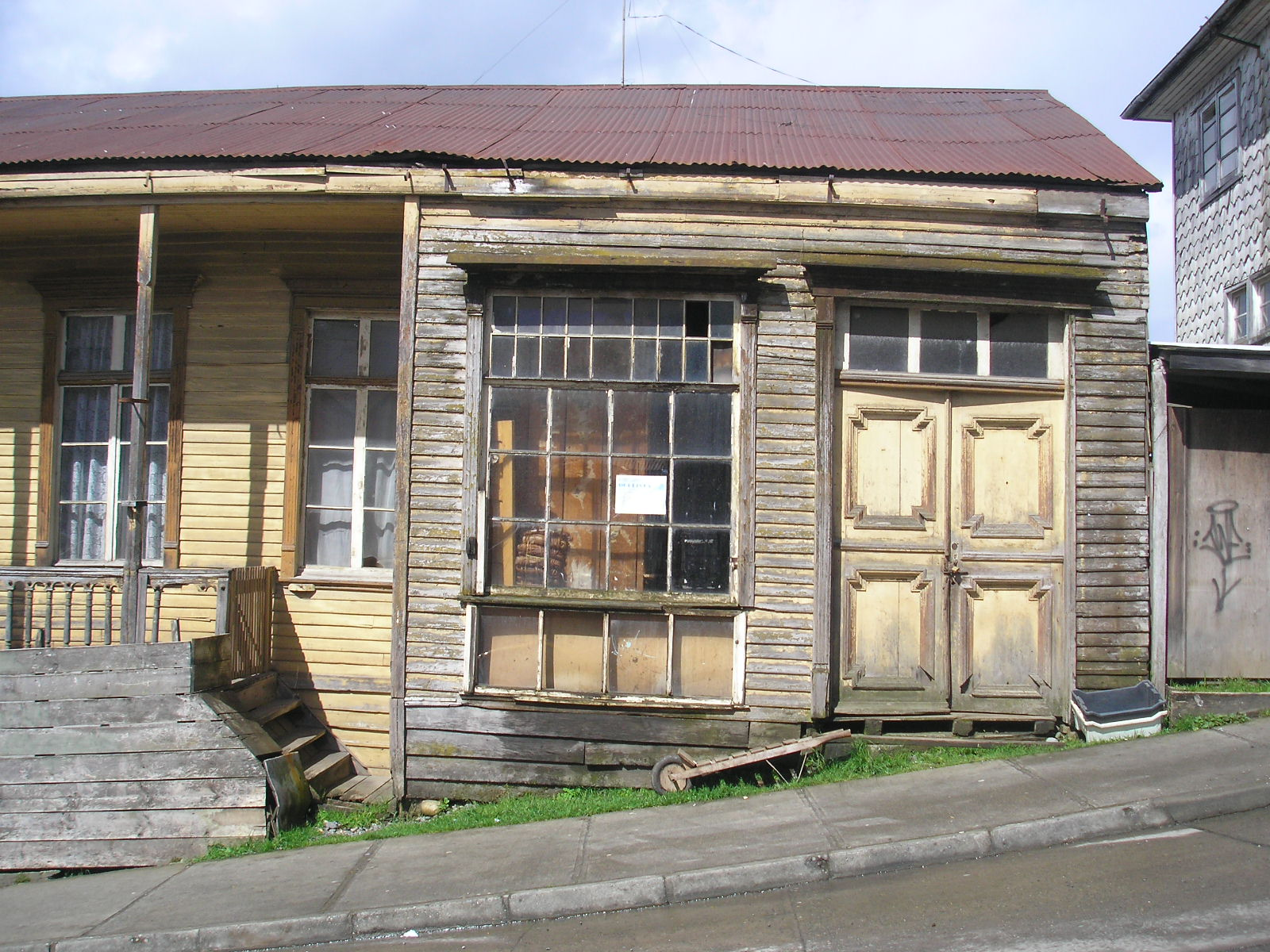
Detalle acceso a vivienda en madera en calle Centenario.

La Calle Centenario es un eje vial de la localidad de Chonchi, en la Isla de Chiloé, que se constituye en una zona patrimonial estructurante de fachadas y volúmenes de edificaciones de madera que materializa un espacio «urbano espacial único, dentro de las topologías existentes en el urbano insular, al constituirse desde 'el cerro al mar'». El sector, incluye una serie de viviendas de arquitectura neoclásica cuyo origen se remonta a la segunda mitad del siglo XIX, durante el período de auge de la explotación del ciprés de las Guaitecas.
Pertenece al conjunto de monumentos nacionales de Chile desde el año 2000 en virtud del D. 153 del 18 de mayo del mismo año; se encuentra en la categoría «zona típica».

## Historia
El pueblo de Chonchi se ubica en la costa oriental de Chiloé, unos 25 km al sur de Castro. Se llega a él desde el norte a través de un desvío de unos 2 km en la carretera Panamericana entre las ciudades de Castro y Quellón, mientras que desde el sur, de la misma manera; además, se puede llegar a esta localidad a través de la ruta que se origina en Queilén. Está emplazado sobre tres terrazas naturales, sobre las que se edificaron diversas casonas de más de 250 m² que tenían hasta tres niveles: de ahí el apodo de «Ciudad de los Tres Pisos».
Gracias al auge comercial derivado de la explotación maderera del ciprés ocurrida a partir de la segunda mitad del siglo XIX, el pueblo comienza a desarrollarse en el ámbito urbano, y a estructurar un conjunto de edificaciones de madera nativa en torno al espacio constituido por la Calle Centenario; éstas, fueron adaptaciones que los mismos constructores de la zona realizaron desde modelos traídos por los navegantes extranjeros: acomodaron «los catálogos de arquitectura y manuales de construcción (...) [de la época que] incorporan grandes volúmenes, corredores y galerías».
Gran parte de la arquitectura ha sobrevivido al paso del tiempo, a pesar del terremoto y maremoto de 1960 e incendios, entre los que se encuentra el acaecido el año 2001 en la costanera de la ciudad, que destruyó varias edificaciones patrimoniales. La relevancia patrimonial de la Calle Centenario reside en que permite «comprender la etapa de máximo desarrollo de la arquitectura en madera chilota».